# Zagłębie Dąbrowskie
Zagłębie Dąbrowskie — una región geográfica, histórica y cultural  del oeste de Pequeña Polonia, separado de la Alta Silesia con de los ríos Czarna Przemsza y Brynica, Los municipios de Zagłębie Dąbrowskie constituyen un área metropolitana homogénea con los municipios de Alta Silesia creando la mayor parte de la metrópoli de Alta Silesia-Zagłębie.
Aparte de la frontera con la Alta Silesia, las fronteras de la región no están claramente identificadas y, aparte de las cuatro ciudades principales: Czeladź, Dąbrowa Górnicza, Sosnowiec y Będzin, las fronteras de la región a menudo incluyen muchas otras comunas y ciudades situadas al este de los ríos Brynica y Przemsza como Wojkowice, Siewierz y Sławków, así como también pueblos más pequeños: Psary, Ożarowice, Bobrowniki y Mierzęcice.
El nombre de la región proviene de la ubicación de los recursos de carbón profundo, que se han extraído desde el siglo XVIII. El primer uso de este término se remonta a alrededor de 1850, por Józef Cieszkowski, director del Distrito de Carbón Occidental en Dąbrowa Górnicza. El adjetivo "dabrowskie" se refiere al nombre de la ciudad de Dąbrowa Górnicza, que se convirtió en el principal centro industrial de la región.
Debido a la división de Polonia durante las particiones, las regiones de la Zagłębie Dąbrowskie y la Alta Silesia, a pesar de su proximidad, desarrollaron una cultura e identidad distintas, de ahí que se distingan en sus nombres.